# Public Enemy
Public Enemy nebo také PE je americká hiphopová skupina, založená roku 1982 na Long Islandu. Tato formace se řadí se mezi nejstarší a zároveň nejdůležitější hiphopové skupiny. Charakteristické jsou jejich politicky a sociálně zaměřené texty. Název znamená v překladu „veřejný nepřítel“, ve znaku mají člena strany Černých Panterů v hledáčku zaměřovače.
V roce 2004 je magazín Rolling Stone zařadil na 44. místo v hodnocení 100 nejvlivnějších skupin všech dob. Server acclaimedmusic.net jim přisoudil 29. místo v kategorii Nejdůležitější hudebníci všech dob a prohlásil je nejlepší hiphopovou skupinou. V roce 2007 byli přijati do Long Islandské síně slávy (Long Island Music Hall of Fame).
Samotná skupina se skládá ze tří celků. Produkční sekci Bomb Squad tvoří bratři Keith a Hank Shockley, Eric Sadler a Chuck D, taneční skupinu S1W (The Security For The First World) vede zpěvák Professor Griff. Rapperské jádro tvoří Chuck D, Professor Griff a Flavor Flav.

## Historie
Historie skupiny se začala psát roku 1982. V té době studoval Chuck D grafický design na Adelphi University. V místním studentském rádiu WBAU, kde působil jako DJ, se setkal s Hankem Shockleem a Billem Stephenym, díky zálibě v hip-hopu a stejnému politickému smýšlení se z nich stali přátelé. Spolu produkovali v lednu 1983 kolekci agresivních rap/hip-hopových skladeb Super Special Mix Show. Později k nim přibyl Chuckův přítel Flavor Flav a začal se podílet jako jeden z hostitelů na rozhlasovém pořadu WBAU. Během roku 1984 začali Chuck D s Hankem Shockleem mixovat své vlastní demonahrávky. Jednu z nich, Public Enemy No. 1, podle níž dostala kapela svůj název, slyšel Rick Rubin a okamžitě se rozhodl získat Chucka pro svůj label Def Jam. Chuck D se vstupem do hudebního průmyslu dlouho váhal, ale nakonec vytvořil pojetí doslova revoluční hip-hopové skupiny, založené na extrémní zvukové produkci a prezentaci sociopolitických názorů. Podporován Shockleem (coby šéfproducentem) a Stephenym (jako publicistou) zformoval v roce 1987 Chuck D novou sestavu souboru – přibyli DJ Terminator X a Professor Griff, choreograf taneční pódiové formace the Security of the First World. Flavor Flav se stal druhým rapperem, jeho humorný doprovod kontrastoval s Chuckovým autoritativním barytonem, do projevu kapely přinesl hravost a lehkost.
Public Enemy vystoupili 30. května 2008 na pražském Výstavišti, dne 31. října 2010 vystoupili v pražském klubu SaSaZu.
V roce 2013 byla skupina uvedena do Rock and Roll Hall of Fame.
V roce 2016 Chuck D. a DJ Lord spolu s Tomem Morello, Timem Commerfordem a Bradem Wilkem z Rage Against The Machine a rapperem B-Realem ze Cypress Hill založili superskupinu Prophets of Rage. 15. září 2017 vydali Prophets of Rage stejnojmenné debutové album.

## Členové
- Chuck D (Carlton Douglas Ridenhour) – rapper, textař a producent
- Flavor Flav (William Jonathan Drayton) – rapper, textař a producent
- Professor Griff (Richard Griffin) – vede taneční skupinu S1W, manažer, na koncertech sedí za bicími
- DJ Terminator X – DJ (do roku 1999)
- DJ Lord – DJ (od roku 1999)

## Diskografie

### Studiová alba
| Rok  | Album                                                                                       | Hitparáda | Hitparáda  | Certifikace                           |
| Rok  | Album                                                                                       | US 200    | US Hip-Hop | Certifikace                           |
| ---- | ------------------------------------------------------------------------------------------- | --------- | ---------- | ------------------------------------- |
| 1987 | Yo! Bum Rush the Show - Vydáno: 26. ledna 1987 - Vydavatel: Def Jam                         | 125       | 28         | US: zlatá                             |
| 1988 | It Takes a Nation of Millions to Hold Us Back - Vydáno: 14. dubna 1988 - Vydavatel: Def Jam | 42        | 1          | US: platinová UK: stříbrná            |
| 1990 | Fear of a Black Planet - Vydáno: 10. dubna 1990 - Vydavatel: Def Jam                        | 10        | 3          | US: platinová UK: zlatá CAN: zlatá    |
| 1991 | Apocalypse 91… The Enemy Strikes Black - Vydáno: 3. října 1991 - Vydavatel: Def Jam         | 4         | 1          | US: platinová UK: stříbrná CAN: zlatá |
| 1994 | Muse Sick-n-Hour Mess Age - Vydáno: 23. srpna 1994 - Vydavatel: Def Jam                     | 14        | 4          | US: zlatá                             |
| 1998 | He Got Game - Vydáno: 21. dubna 1998 - Vydavatel: Def Jam                                   | 26        | 10         | US: /                                 |

### Nezávislá alba
- 1999 – There's a Poison Goin' On
- 2002 – Revolverlution
- 2005 – New Whirl Odor
- 2006 – Rebirth of a Nation
- 2007 – How You Sell Soul to a Soulless People Who Sold Their Soul?

### Kompilace
- 1992 – Greatest Misses
- 2005 – Power to the People and the Beats: Public Enemy's Greatest Hits

### Úspěšné singly
- 1988 – "Don't Believe the Hype"
- 1989 – "Fight the Power"
- 1990 – "Welcome to the Terrordome"
- 1990 – "911 Is a Joke"
- 1991 – "Can't Truss It"
- 1991 – "Shut 'Em Down"
- 1994 – "Give It Up"
- 1998 – "He Got Game" (ft. Stephen Stills)